# Jason Smith (Snookerspieler)
Jason Smith (* 6. Januar 1964) ist ein ehemaliger englischer Snookerspieler, der zwischen 1987 und 1997 für zehn Saisons auf der Profitour spielte. In dieser Zeit erreichte er die Runde der letzten 32 der English Professional Championship 1988, das Achtelfinale des Grand Prix 1989 und Rang 65 der Snookerweltrangliste.

## Karriere
1985/1986 nahm Smith an der WPBSA Pro Ticket Series mit einigem Erfolg teil, sodass er zur Saison 1987/88 Profispieler wurde. Mit Ausnahme einer Teilnahme an der Runde der letzten 32 bei der English Professional Championship 1988 und einer Hauptrundenteilnahme beim Classic 1989 liefen die ersten beiden Spielzeiten wenig erfolgreich; die Wende kam erst mit der Saison 1989/90, in der Smith das Achtelfinale des Grand Prix erreichte. Vorher noch auf Rang 104 platziert, wurde Smith infolgedessen auf dem 65. Platz der Weltrangliste geführt, der besten Platzierung seiner Karriere. Während der folgenden beiden Spielzeiten konnte er noch regelmäßig weitere Hauptrunden erreichen, danach blieben ihm diese Erfolg aber wegen steter Qualifikationsniederlagen verwehrt. Bis 1997 stürzte er deshalb auf Rang 280 ab und verlor daher seine Profi-Spielberechtigung. Seinen letzten, erfolglosen Auftritt auf der Profibühne hatte Smith im Rahmen der Amateur-Qualifikation für die Snookerweltmeisterschaft 1999. Zwanzig Jahre später versuchte er, sich für die World Seniors Championship 2019 zu qualifizieren, was aber ebenfalls nicht gelang.